# Punto caliente de Santa Elena

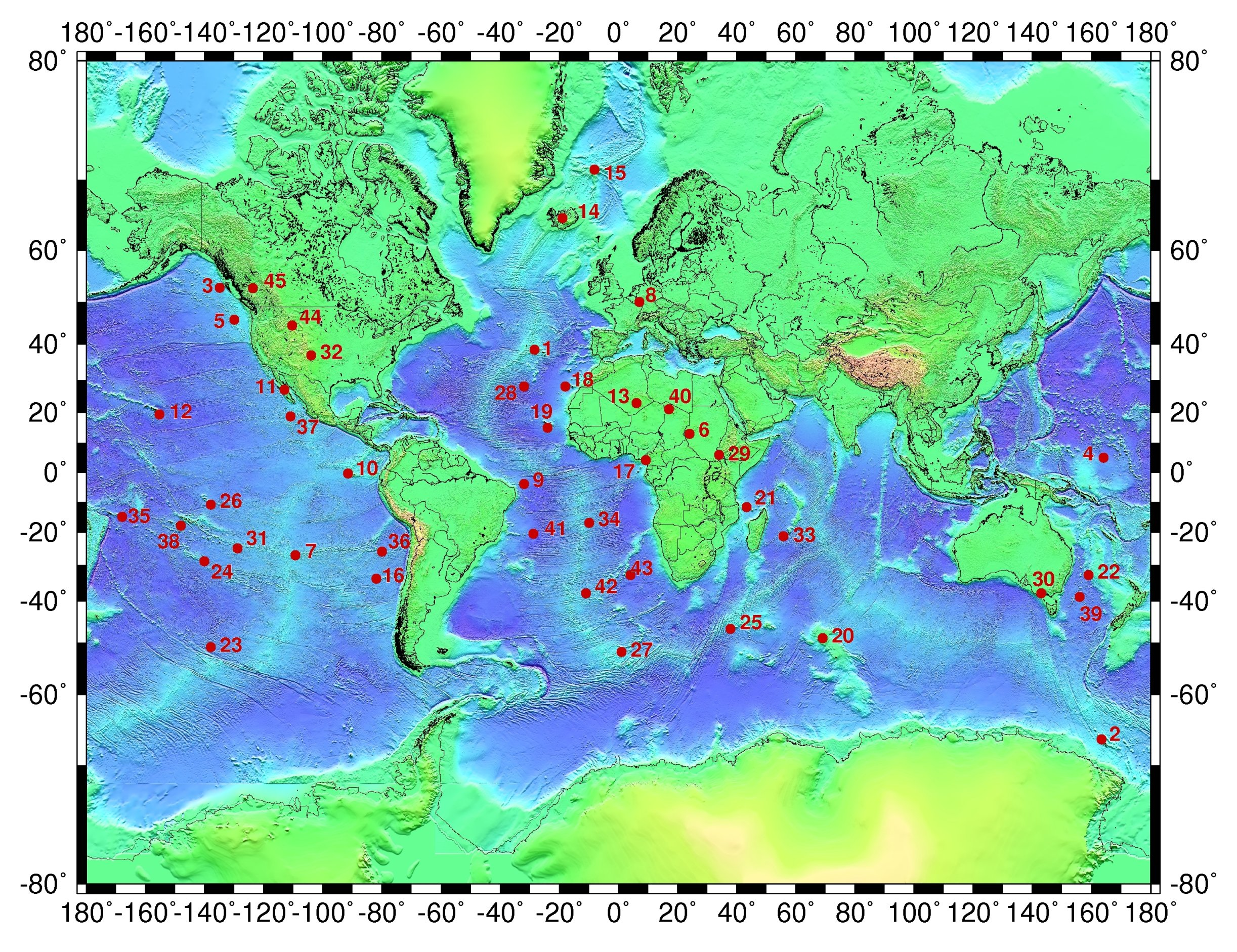
El punto caliente de Santa Elena es el número 34 en el mapa.

Santa Elena es un punto caliente volcánico situado en el sur del océano Atlántico. Es responsable de la isla de Santa Elena y del monte submarino de Santa Elena. Es uno de los puntos calientes más antiguos conocidos en la Tierra, que comenzó a producir lava basáltica hace unos 145 millones de años.